# Eusèbe de Samosate
Eusèbe de Samosate (mort en 381) fut évêque de Dolikha en Syrie. 

## Biographie
D'abord lié avec les ariens, il souscrit au symbole de Nicée lors du concile d'Antioche (353).
Opposant de l'arianisme, il est exilé par l'empereur Valens puis est martyrisé sous Théodose, tué d'un coup de pierre par une femme arienne. 
On célèbre sa fête le 22 juin.